# Лиелвардский край
Лие́лвардский край (латыш. Lielvārdes novads) — бывшая административно-территориальная единица в центральной части Латвии, в историко-культурной области Видземе. Край состоял из трёх волостей и города Лиелварде, который являлся центром края.
Лиелвардский край был образован 1 июля 2009 года из части упразднённого Огрского района. Площадь края — 225,7 км². Граничил с Огрским, Скриверским и Кегумским краями.
В 2021 году в результате новой административно-территориальной реформы Лиелвардский край был упразднён, а его территория включена в состав Огрского края.

## Население
Население на 1 января 2010 года составляло 11 400 человек.
Национальный состав населения края по итогам переписи населения Латвии 2011 года:
| Национальность | Численность, чел. (2011) | %        |
| -------------- | ------------------------ | -------- |
| Латыши         | 9010                     | 86,73 %  |
| Русские        | 838                      | 8,07 %   |
| Белорусы       | 200                      | 1,93 %   |
| Украинцы       | 109                      | 1,05 %   |
| Поляки         | 101                      | 0,97 %   |
| Литовцы        | 54                       | 0,52 %   |
| Другие         | 76                       | 0,73 %   |
| всего          | 10 388                   | 100,00 % |

## Территориальное деление
- город Лиелварде (латыш. Lielvārdes pilsēta);
- Ледманская волость (латыш. Lēdmanes pagasts), центр — Ледмане;
- Лиелвардская волость (латыш. Lielvārdes pagasts), центр — Лиелварде;
- Юмправская волость (латыш. Jumpravas pagasts), центр — Юмправа.